# Delfshaven (schip, 1959)
De Delfshaven is een betonningsvaartuig gebouwd in 1959 door Scheepswerf Gebr. van Diepen te Waterhuizen. Het schip is in 1999 aangekocht door het Scheepvaart- en transportcollege om te fungeren als opleidingsschip. De Delfshaven werd gebruikt door zowel het middelbaar scheepvaartonderwijs als de Hogeschool voor de Zeevaart in Rotterdam. STC Group schonk in 2021 het voormalig opleidingsschip aan het Zeekadetkorps ‘Jacob van Heemskerck’ in Schiedam.

## Betekenis voor de Zeevaartopleidingen
Op de Hogeschool voor de Zeevaart werd het schip voornamelijk gebruikt voor het in praktijk brengen van de geleerde theorie. Voor de studenten betekende dit dat er aan boord competenties afgelegd konden worden in nautische en technische vakken.
Onder de voormalige studenten staat de Delfshaven bekend als "De Slingerschuit" of "De Kotskotter". Dit vanwege de slingerende en zeeziekmakende vaareigenschappen van het schip. Tijdens de praktijkweken die door de Hogeschool voor de Zeevaart werden georganiseerd, werd minstens 70% van de studenten zeeziek.

## Trivia

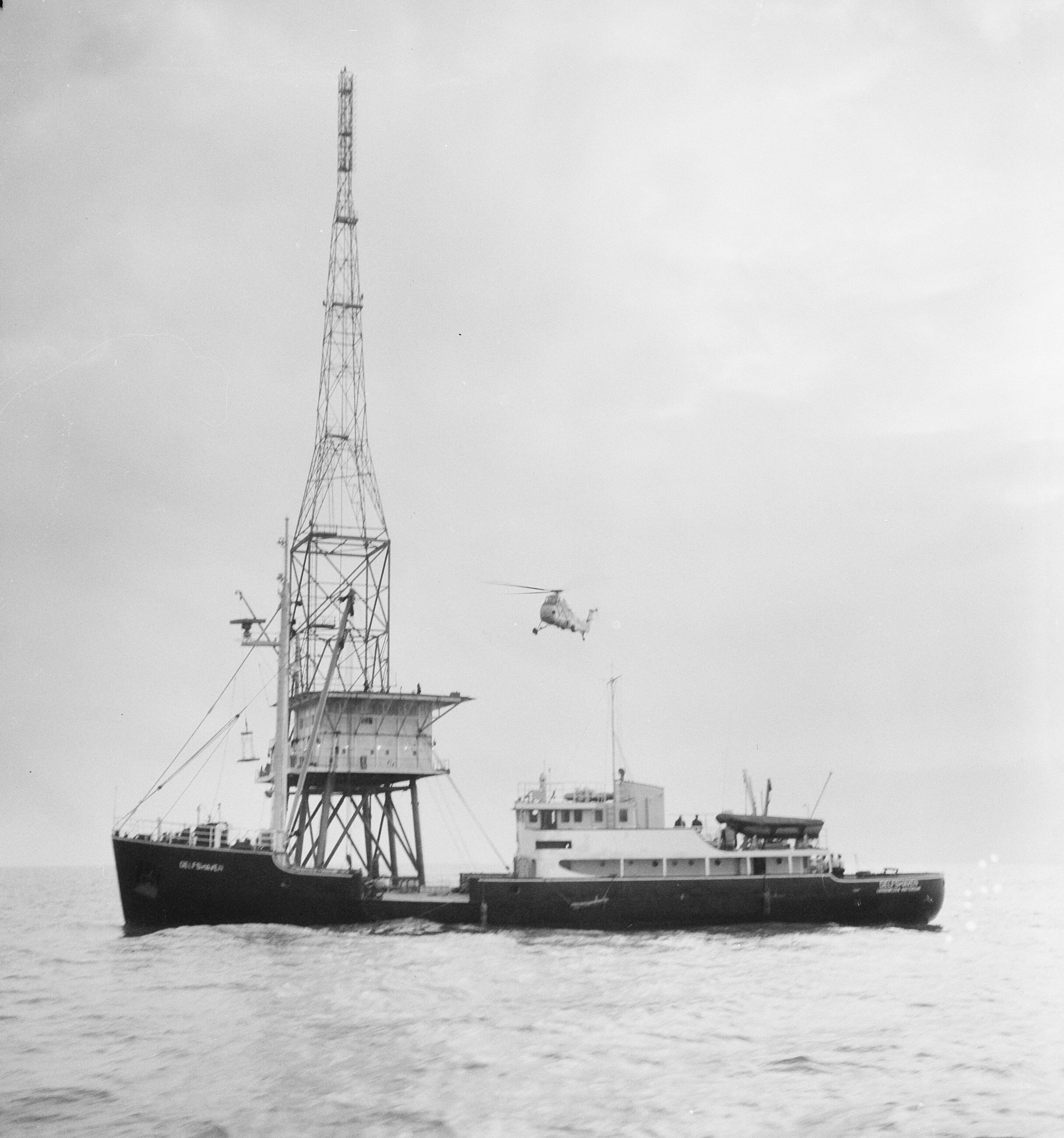
De Delfshaven in actie bij het REM-eiland in 1964

De Delfshaven werd op 17 december 1964 door de Nederlandse overheid ingezet bij de inval op het REM-eiland voor de kust van Noordwijk en op 21 september 1979 om voor Goeree Overflakkee het gestrande zendschip M.S. Magdalena van Radio Mi Amigo in beslag te nemen.